# بندرگز
بندر گَز شهری از توابع بخش مرکزی و مرکز شهرستان بندر گز
و در غرب استان گلستان و در فاصله ۴۲ کیلومتری شهر گرگان واقع شده‌است.
از شمال به خلیج گرگان و شبه جزیره میانکاله در دریای خزر، از شرق به کردکوی، از غرب به گلوگاه و بهشهر، و از جنوب به نواحی جنگلی کوه‌های جهان مورای رشته کوه البرز محدود شده‌است.

## مردم

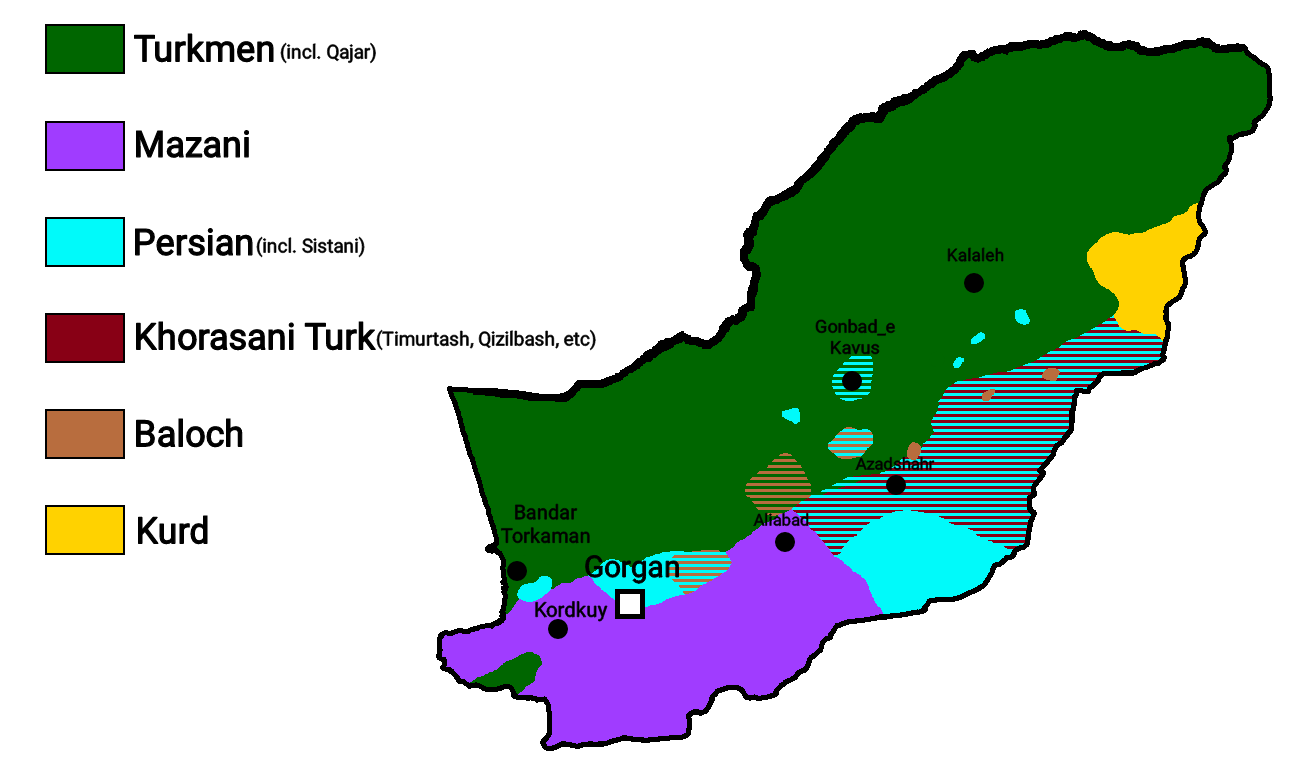
پراکندگی اقوام در استان گلستان

بر اساس سرشماری سال ۱۳۹۵ جمعیت شهر بندرگز برابر با ۲۰٬۷۴۲ نفر جمعیت بوده‌است. مردم بندرگز از قومیت طبری هستند و به گویش بندرگزی از زبان مازندرانی گویش می‌کنند.

## پیشینه
شهر باستانی نامیه که از شهرهای تاریخی طبرستان می‌باشد در منطقه بندرگز قرار داشت. به گفته اردشیر برزگر شهر نامیه یا ناموئه در نزدیکی ران بندرگز می‌باشد. شهر نامیه میان دو شهر تمیشه (کردکوی) و لمراسک (گلوگاه) قرار داشت.
بندرگز به‌طور قطع بیش از پانصد سال قدمت دارد؛ زیرا بر اساس نوشته‌های عارف دیهیم، شاه اسماعیل صفوی در زمان لشکرکشی به قصد تصرف سواحل شرقی دریای مازندران، در هنگام مراجعت مدتی در قصبه کناره (بندرگز امروزی) اتراق نمود. اقامت وی در این قصبه مصادف می‌شود با یک حادثه بزرگ آتش‌سوزی که به‌دستور شاه اسماعیل سربازان لشکر به کمک مردم شتافتند و آتش را خاموش نمودند.
قصبهٔ کناره، بعدها در دوره کریم خان زند به‌علت ارتباط با روسیه تزاری که در شمال وجود داشت مورد توجه قرار می‌گیرد و با مهاجرت عده ای از اهالی روستاهای پیرامونی به این ناحیه، بر شمار خانه‌ها و دکان‌های چوبی اضافه شد. در حدود سال‌های ۱۲۰۰ خورشیدی، مردم گز (انزان) که از گذشته‌های دور برای ماهیگیری پس از طی چهار کیلومتر راه به ساحل این دریا می‌آمدند، برای همیشه در این منطقه ساکن شدند تا هستهٔ اولیه شهر بندرگز را بنیان بگذارند تا یک دههٔ بعد یعنی حدود ۱۲۱۰ خورشیدی با ساخت تأسیسات مبتدی بندری و کشتیرانی از رونق زیادی برخوردار شود و به‌صورت بندری فعال در بیاید. به همین دلیل نام آن از دو بخش بندر + گز نامیده شد. رویش درختچه‌های گز در مناطق ساحلی آن ظاهراً یکی از دلایل نام گذاری این بندر می‌باشد.
بندرگز (بندر جز) از دوران قاجار با ایجاد یک تجارتخانه (انبار بزرگ کالا) توسط روس‌ها در زمان محمد شاه (۱۲۳۶ ه‍.ق) قطب مهم اقتصادی – تجاری منطقه استرآباد محسوب می‌شد. مدتی بعد در اوایل حکومت ناصرالدین شاه با ساخت یک اسکله چوبی و عامل شعبه بانک استقراضی روس این بندر ای یک سو یه استرآباد، دامغان، شاهرود، مازندران، و تهران و از سوی دیگر با چرکن، بادکوبه و هشترخان روسیه در تماس تجاری بود. از همین تاریخ مهاجرت از شهرهای روسیه به‌سوی بندرگز آغاز گردید که ارمنی‌ها بیشترین تعداد مهاجرین را تشکیل می‌دادند. این گروه مدت‌ها بعد صاحب بسیاری از از املاک و مغازه‌ها گردیدند و سال‌ها نبض و محور اصلی اقتصاد تجاری منطقه را در دست داشتند. قدرت اقتصادی و تراکم جمعیت آن‌ها باعث نفوذشان در این ناحیه شد؛ چنان‌که یکی از ارمنی‌ها در اوایل حکومت رضا شاه (۱۳۰۵ ش) به نمایندگی مجلس مردم این منطقه انتخاب گردید.
روس‌ها برای آسان سازی تجارت در یک کیلومتری ساحل بندرگز انبار و فانوس دریایی بلندی بنا نمودند که پس از تخلیه کالاهای روسی از کشتی‌های بزرگ، در حاشیه آن انبار می‌شد و سپس توسط لُتکا (قایق محلی) آن‌ها را به ساحل می‌آوردند و از این طرف کالاهای خریداری شده از مازندران، شاهرود، دامغان و استرآباد را از همین مسیر به روسیه حمل می‌کردند. چند سال بعد کارشناسان بلژیکی بین انبار دریایی روس‌ها تا ساحل پلی را ساختند که تا سال‌های ۱۳۲۷ خورشیدی مورد استفاده بود.
یک گزارش تاریخی در سال ۱۲۸۷ شمسی (۱۳۲۷ ه‍.ق) دربارهٔ بندرگز چنین می‌نویسد:

«بندر جز از دهات انزان است. بندری معروف که تجار ارمنی‌ها در آنجا مغازه‌های فراوان دارند. همه قسم خرازی، پارچه‌های روسی، بلور، آرد حاجی طرخان، شکر و انواع مشروبات را دارند و با تجار استرآباد با پنبه، پوست، کنجد، برنج و پشم داد و ستد می‌کنند. اغلب ترکمانان یموت هم در آنجا خرید و فروش دارند. تلگراف و پست هم دارد. ملک بندر جز متعلق به حاج حسین امین الضرب و انتظام الدوله است».

با ساخت راه‌آهن سراسری و ورود آن در سال ۱۳۰۶ش به بندرگز، حمل و نقل کالا به نقاط دیگر ایران راحت‌تر و تجارت رونقی مضاعف یافت؛ اما چند سال بعد با برپا شدن شهر بندر ترکمن، و تأسیس اسکلهٔ دریایی بزرگ آن، هم چنین عقب‌نشینی آب دریا در ساحل بندرگز، دوران رونق تجاری و اقتصادی بندرگز به مرور روند افول را در پیش گرفت و ضربهٔ سنگین بر زندگی اهالی این ناحیه وارد نمود. از آن مقطع جمعیت غالب مردم به کشاورزی روی آوردند.
در ساعت ۵:۱۱ روز جمعه ۱۸ تیر ۱۳۸۹ ساختمان تاریخی شهرداری بندرگز دچار آتش‌سوزی شد.
شدت حادثه به حدی بود که اتومبیل‌های آتش‌نشانی از چند شهر مجاور خود را به بندرگز رساندند.
طبقه دوم ساختمان و بخش بایگانی به‌طور کلی از بین رفت.
بعد از سه ساعت تلاش مداوم مأموران آتش‌نشانی آتش مهار شد.
شهرداری بندرگز در سال ۱۳۱۲ تأسیس شده‌است و ساختمان آن در حال تعمیرات اساسی بود که طعمه آتش شد.

## جمعیت
بر پایه سرشماری عمومی نفوس و مسکن در سال ۱۳۹۵ جمعیت این مکان ۲۰٬۷۴۲ نفر (۶٬۷۱۵ خانوار) بوده‌است.

## تاریخ تأسیس برخی از مراکز مهم شهری
بندرگز سابقه کمی در رویداد شهرنشینی ندارد، به همین علت مراکز اداری، آموزشی و اقتصادی مهمی از گذشته‌های دور در بندرگز بنا گردیده‌اند که از مهم‌ترین آن‌ها عبارت می‌شود:
- - اولین مدرسه ابتدایی در سال ۱۲۸۷
- - اولین دبیرستان در سال ۱۳۰۷
- - ساختمان گمرک در سال ۱۲۸۱ (با طراحی مهندسین بلژیکی)
- - نظمیه (شهربانی) در سال ۱۲۹۰
- - معارف (آموزش و پرورش) در سال ۱۲۹۳
- - اولین کارخانه پنبه پاک کنی ۱۲۹۴ (توسط یک بازرگان تبعه روس احداث گردید)
- - کارخانه برق حرارتی ۱۲۹۶ (توسط یک بازرگان به نام قاسم اف وارد و احداث گردید)
- - دومین کارخانه پنبه پاک کنی ۱۲۹۸ (توسط یک بازرگان روس خریداری و وارد شد که در سه بخش پنبه پاک کنی، روغن کشی و صابون پزی تا سال‌های ۱۳۳۰ مشغول به فعالیت بود)
- - بلدیه (شهرداری) ۱۳۰۵
- - مالیه (اداره دارایی) ۱۳۰۶
- - سجل احوال ۱۳۰۷
- - اداره پست و تلگراف و تلفن مغناطیسی ۱۳۰۷
- - بانک ملی ۱۳۰۸
- -سینما ایران ۱۳۴۰ (توسط علی اکبر یزدی از قدیمی‌های شهر با شراکت یکی از رفقایش راه افتاد و تا اوایل دهه هفتاد که گرفتار آتش‌سوزی شد[۶] یکی از پرمخاطب‌ترین سینماهای شمال ایران بود)[۷]

## آثار و بناهای تاریخی
در منطقه بندرگز آثار تاریخی مهمی وجود دارد:
- - آستان مبارک امامزاده علیرضا " (روستای سرطاق)"
- - جر کلباد (غرب روستای کهنه کلباد)
- - خرابه‌های آتشکده قدیمی (جنوب شرقی روستای کهنه کلباد)
- - مار قلعه (جنوب شرقی لیوان شرقی)
- - قدیم قلعه (شمال سر محله)
- - عروس قلعه (جنوب گلفراو سوته ده)

## تپه‌های باستانی
گرگ تپه " (جنوب شرق روستای سرطاق) دین تپه (جنوب کهنه کلباد)، بزغاله تپه (شمال کهنه کلباد)، تپه عبداللهی (شمال کهنه کلباد)، تپه سنان خانه سر (بین نوکنده و تلور)، تپه در دار لته (جنوب نوکنده)، کافر تپه (بین مزنگ و بنفش تپه)، تپه سوت کاپا (بین دشتی کلاته و استون آباد)، قله تپه (شرق وطنا)